# Marthe Richard
Marthe Richard, född 1889, död 1982, var en fransk politiker. 
Hon arbetade som prostituerad 1905-1907 och gifte sig sedan med en rik industrialist. Hon var kommunalråd i Paris 1945-1947 och som sådan en av de första kvinnorna i Frankrike att väljas in i stadsfullmäktige efter införandet av kvinnlig rösträtt. Hon är berömd för att ligga bakom Loi Marthe Richard 1946, som förbjöd reglementerad prostitution i Frankrike (dock ej prostitution som sådan). 